# Amos Mansdorf
Amos Mansdorf (* 20. Oktober 1965 in Tel Aviv-Jaffa) ist ein ehemaliger israelischer Tennisspieler.

## Leben
Mansdorf wuchs in Ramat haScharon auf. 1983 wurde er Tennisprofi, musste jedoch gleichzeitig seinen Wehrdienst antreten. Bei den Olympischen Sommerspielen 1984 in Los Angeles trat er bei den Demonstrationsturnieren für Spieler unter 21 Jahren an, bei der jedoch keine Medaillen vergeben wurden. Nach dem Ende seines Wehrdienstes konnte er in Johannesburg sein erstes Turnier auf der ATP Tour gewinnen. Im darauf folgenden Jahr siegte er bei seinem Heimturnier in Tel Aviv, wobei er im Halbfinale Jimmy Connors sowie im Finale Brad Gilbert bezwang. Zuvor hatte er dort bereits 1985 im Finale gestanden. 1990, 1993 und 1994 gelangte er erneut ins Finale des Turniers, konnte es jedoch nicht erneut gewinnen. Insgesamt errang er sechs Turniersiege auf der ATP World Tour, darunter das Paris Masters sowie die Heineken Open.
Seine höchste Notierung in der Tennisweltrangliste erreichte er 1987 mit Position 18 im Einzel sowie 1986 mit Position 67 im Doppel. Sein bestes Einzelergebnis bei Grand-Slam-Turnieren war das Viertelfinale der Australian Open 1992. Im Doppelwettbewerb konnte er jeweils das Achtelfinale der Australian Open und der French Open erreichen.
Mansdorf spielte zwischen 1984 und 1994 35 Einzel- sowie 12 Doppelpartien für die israelische Davis-Cup-Mannschaft. 1987 stand er mit Israel im Viertelfinale des Davis Cup, unterlag jedoch bei der 4:0-Niederlage in beiden Einzelbegegnungen. Bei den Olympischen Sommerspielen 1988 trat er für Israel an und schied in der dritten Runde gegen den späteren Silbermedaillisten Tim Mayotte aus.
Mansdorf beendete seine Profikarriere 1994, da er aufgrund des Chronischen Fatigue-Syndroms seine Leistung nicht mehr abrufen konnte. Er war zwischen 2000 und 2004 Teamchef der israelischen Davis-Cup-Mannschaft.

## Erfolge
| Legende                     |
| Grand Slam                  |
| ATP-Weltmeisterschaft       |
| Masters Series (1)          |
| Championship Series (2)     |
| World Series Grand Prix (3) |
| ATP Challenger Series (2)   |

| ATP-Titel nach Belag |
| Hartplatz (4)        |
| Sand (0)             |
| Rasen (1)            |
| Teppich (1)          |

### Einzel

#### Turniersiege

##### ATP Tour
| Nr. | Datum             | Turnier      | Belag         | Finalgegner      | Ergebnis           |
| --- | ----------------- | ------------ | ------------- | ---------------- | ------------------ |
| 1.  | 23. November 1986 | Johannesburg | Hartplatz (i) | Matt Anger       | 6:3, 3:6, 6:2, 7:5 |
| 2.  | 18. Oktober 1987  | Tel Aviv     | Hartplatz     | Brad Gilbert     | 3:6, 6:3, 6:4      |
| 3.  | 10. Januar 1988   | Auckland     | Hartplatz     | Ramesh Krishnan  | 6:3, 6:4           |
| 4.  | 30. Oktober 1988  | Paris        | Teppich (i)   | Brad Gilbert     | 6:3, 6:2, 6:3      |
| 5.  | 17. Juni 1990     | Rosmalen     | Rasen         | Alexander Wolkow | 6:3, 7:6           |
| 6.  | 25. Juli 1993     | Washington   | Hartplatz     | Todd Martin      | 7:63, 7:5          |

##### Challenger Tour
| Nr. | Datum          | Turnier   | Belag     | Finalgegner | Ergebnis      |
| --- | -------------- | --------- | --------- | ----------- | ------------- |
| 1.  | 13. April 1986 | Jerusalem | Hartplatz | Wally Masur | 1:6, 7:6, 6:2 |

#### Finalteilnahmen
| Nr. | Datum            | Turnier      | Belag         | Finalgegner         | Ergebnis                |
| --- | ---------------- | ------------ | ------------- | ------------------- | ----------------------- |
| 1.  | 20. Oktober 1985 | Tel Aviv (1) | Hartplatz     | Brad Gilbert        | 3:6, 2:6                |
| 2.  | 25. Oktober 1987 | Wien         | Hartplatz (i) | Jonas Svensson      | 6:1, 6:1, 2:6, 3:6, 5:7 |
| 3.  | 15. Januar 1989  | Auckland     | Hartplatz     | Ramesh Krishnan     | 4:6, 0:6                |
| 4.  | 30. April 1989   | Singapur     | Hartplatz     | Kelly Jones         | 1:6, 5:7                |
| 5.  | 14. Oktober 1990 | Tel Aviv (2) | Hartplatz     | Andrei Tschesnokow  | 4:6, 3:6                |
| 6.  | 6. Oktober 1991  | Toulouse     | Hartplatz (i) | Guy Forget          | 2:6, 6:74               |
| 7.  | 23. Februar 1992 | Philadelphia | Teppich (i)   | Pete Sampras        | 1:6, 6:74, 6:2, 6:72    |
| 8.  | 4. April 1993    | Osaka        | Hartplatz     | Michael Chang       | 4:6, 4:6                |
| 9.  | 17. Oktober 1993 | Tel Aviv (3) | Hartplatz     | Stefano Pescosolido | 6:75, 5:7               |
| 10. | 16. Oktober 1994 | Tel Aviv (4) | Hartplatz     | Wayne Ferreira      | 6:74, 3:6               |

### Doppel

#### Turniersiege
| Nr. | Datum          | Turnier   | Belag     | Partner      | Finalgegner                   | Ergebnis      |
| --- | -------------- | --------- | --------- | ------------ | ----------------------------- | ------------- |
| 1.  | 21. April 1985 | Jerusalem | Hartplatz | Bruce Manson | Tore Meinecke Ricki Osterthun | 6:7, 6:4, 7:6 |

#### Finalteilnahmen
| Nr. | Datum            | Turnier      | Belag     | Partner        | Finalgegner                           | Ergebnis      |
| --- | ---------------- | ------------ | --------- | -------------- | ------------------------------------- | ------------- |
| 1.  | 13. Oktober 1985 | Johannesburg | Hartplatz | Shahar Perkiss | Colin Dowdeswell Christo van Rensburg | 6:3, 6:7, 4:6 |